# Seversky NF-1
Die Seversky NF-1 war ein Jagdflugzeug des US-amerikanischen Herstellers Seversky Aircraft Corporation aus den 1930er Jahren, von dem lediglich ein Prototyp hergestellt wurde.

## Geschichte
Die NF-1 (Naval Fighter No. 1) war eine Ableitung des P-35-Entwurfs und trat im 1937 abgehaltenen Wettbewerb der US Navy für ein trägergestütztes einsitziges Jagdflugzeug an. Ausgerüstet mit einem Neunzylinder-Sternmotor Wright R-1820-22 Cyclone mit 950 PS Startleistung wurde die Maschine am 24. September 1937 zum Vergleichsfliegen zur NAS Anacostia überführt. Die NF-1 erhielt dort die offizielle US-Navy-Bezeichnung XFN-1, die aber lediglich aus formalen Gründen vergeben wurde, da kein Produktionsauftrag durch die Navy erteilt wurde. Als Markierung trug das Flugzeug lediglich das zivile Luftfahrzeugkennzeichen NX1254.
Die NF-1 flog anfangs mit der vertikalen Windschutzscheibe, die auch die AP-1 verwendete; vor der Überstellung nach Anacostia ersetzte man sie jedoch durch eine konventionelle Ausführung, ebenso entfernte man in einer frühen Phase des Vergleichsfliegens die Fahrwerksverkleidung.
Die Wettbewerbsflüge zeigten, dass die NF-1 die für ein trägergestütztes Jagdflugzeug notwendigen guten Flugeigenschaften bei geringen Geschwindigkeiten vermissen ließ. Die US Navy lehnte deshalb die Beschaffung des Musters ab, worauf Seversky die weitere Entwicklung einstellte.

## Technische Daten
| Kenngröße                    | Daten                                                                                      |
| ---------------------------- | ------------------------------------------------------------------------------------------ |
| Besatzung                    | 1                                                                                          |
| Länge                        | 7,44 m                                                                                     |
| Spannweite                   | 10,97 m                                                                                    |
| Höhe                         | 2,77 m                                                                                     |
| Flügelfläche                 | 20,44 m²                                                                                   |
| Flügelstreckung              | 5,9                                                                                        |
| Leermasse                    | 1823 kg                                                                                    |
| Startmasse                   | 2373 kg                                                                                    |
| Höchstgeschwindigkeit        | 430 km/h in 4500 m Höhe                                                                    |
| Steigleistung auf Meereshöhe | 13,2 m/s                                                                                   |
| Normale Reichweite           | 1570 km                                                                                    |
| Triebwerke                   | 1 × Neunzylinder-Sternmotor Wright R-1820-22 Cyclone mit 950 PS (ca. 700 kW) Startleistung |